# مری مورفی (هنرپیشه)
ماری مورفی (انگلیسی: Mary Murphy؛ ۲۶ ژانویهٔ ۱۹۳۱ – ۴ مهٔ ۲۰۱۱) یک هنرپیشه اهل ایالات متحده آمریکا بود. وی بین سال‌های ۱۹۵۱ تا ۱۹۷۵ میلادی فعالیت می‌کرد.
از فیلم‌ها یا برنامه‌های تلویزیونی که وی در آن نقش داشته است می‌توان به وحشی و استحکامات ساحلی اشاره کرد.

## مرگ
مورفی بر اثر بیماری قلبی در خانه خود در بورلی هیلز، کالیفرنیا، درگذشت. 